# Mari Miyamoto
Mari Miyamoto (宮本 真理) és una exfutbolista japonesa. Va debutar amb la selecció del Japó el 1999. Va disputar-hi un partit.

## Estadístiques
| Selecció del Japó | Selecció del Japó | Selecció del Japó |
| Anys              | Partits           | Gols              |
| ----------------- | ----------------- | ----------------- |
| 1999              | 1                 | 0                 |
| Total             | 1                 | 0                 |